# محمد سليم العوا
محمد سليم العوَّا (1361 هـ / 1942 م) حقوقي ومفكر إسلامي مصري، وكاتب ومحام متخصِّص في القانون التجاري ومحكَّم دولي، وأستاذ جامعي سابق، ومستشار قانوني عمل لدى العديد من الحكومات في بلدان عربية شتى، والأمين العام السابق للاتحاد العالمي لعلماء المسلمين، عضو مجمع اللغة العربية بالقاهرة، ومجمع الفقه الإسلامي الدولي - منظمة المؤتمر الإسلامي، والمجلس الأعلى للمجمع العالمي للتقريب بين المذاهب الإسلامية، ورئيس جمعية مصر للثقافة والحوار. أحد أبرز رواد الحوار الوطني المصري، وعضو مؤسس بالفريق العربي للحوار الإسلامي المسيحي.
يعد من رموز الاتجاه العصراني في الإسلام، ويتميز فكره بالاعتدال والتركيز على الحوار لا الصدام بين العالم الإسلامي والغرب. كما أنّه من دعاة الحوار والمقاربة بين أهل السنة والشيعة. ترافع عن عدة أعضاء من الإخوان المسلمين سُجنوا في عهد حسني مبارك. وكان ممن يعارضون بشدة مشروع توريث الحكم لجمال مبارك. ترشح كمستقل لانتخابات الرئاسة المصرية 2012 «مؤيدًا من 30 نائبًا منتخبًا بمجلسي الشعب والشورى».

## الأسرة والنشأة
ينحدر محمد بن سليم من أسرة «العوَّا» الشامية التي لا يزال العدد الأكبر من أبنائها يعيش في دمشق. اختار جده عبد الله سليم العوا الانتقال والإقامة في الإسكندرية بمصر حوالي عام 1880 / 1881 وتزوَّج سيدة يعود أصلها لمدينة سوهاج بصعيد مصر. شمل جدَّ ووالدَ العوا أولُ قانون يصدر للجنسية في مصر، وهو القانون الذي عدَّ كلَّ مقيم على أرضها منذ يوم 1 يناير 1914م مصري الجنسية. وبذلك لم يحمل كلٌّ من جد ووالد محمد سليم العوا سوى الجنسية المصرية وذلك كون الجد رعية عثمانية شأنه شأن سائر المشمولين بحكم الدولة العثمانية التي لم تكن فيها جنسيات على أساس بلد الميلاد أو الإقامة.
ولد محمد يوم الثلاثاء 14 ذو الحجة 1361 هـ الموافق لـ 22 ديسمبر 1942 م بالإسكندرية لأب كان من المرافقين لحسن البنا مؤسس الإخوان المسلمين.
تخرَّج في كلية الحقوق في جامعة الإسكندرية سنة 1963، وحصل منها على دبلوم الشريعة الإسلامية ودبلوم القانون العام، حصل على دكتوراه الفلسفة في القانون المقارن بين التشريع الإنجليزي والتشريع الإسلامي، من كلية الدراسات الشرقية والإفريقية التابعة لجامعة لندن عام 1972. وقد نال شهادات في القانون الإسلامي والعام.

## العمل القانوني
شغل منصب وكيل النائب العام المصري وعيّن محاميا بهيئة قضايا الدولة بمصر وعمل أستاذا للقانون والفقه الإسلامي في عدد من الجامعات العربية، وعضو مجمع اللغة العربية بالقاهرة ومجمع الفقه الإسلامي الدولي بمنظمة المؤتمر الإسلامي، نال عدة جوائز علمية ودعوية وخيرية.
عمل مستشارًا قانونيًا لدى حزب الوسط الذي أسسه منشقون عن الإخوان المسلمين في التسعينيات، وحاول الحصول على ترخيص للحزب فووجه طلبه بالرفض أربع مرّات، ولم ينال الحزب الاعتراف الرّسميّ حتّى خلع مبارك، فنال الاعتراف الرّسمي بعد ثورة 25 يناير.
كان عضوًا باللجنة الدولية لإعادة النظر في قوانين السودان الإسلامية 1986–1987 (لجنة من ثمانية من العلماء ورجال القانون شكلتها حكومة السودان-بعد إسقاط حكم الرئيس جعفر نميري - للنظر في القوانين الإسلامية واقتراح تعديلها بما يجعلها أكثر اتفاقًا مع الشريعة الإسلامية وملاءمة لواقع السودان، وقد قدمت اللجنة تقريرها إلى الحكومة السودانية وتم اعتماد توصياتها بقرار الجمعية التأسيسية في السودان).

## العمل السياسي
قام الرئيس المصري جمال عبد الناصر باعتقال محمد سليم العوا عام 1965 في سياق حملة اعتقالات لتصفية صفوف الإخوان، وحُكم عليه بالانتماء لجماعة محظورة، وعندها ترك منصب مستشار النائب العام وسافر إلى لندن لينال الدكتوراه.
عندما اشتد الاقتتال الداخلي بين الجماعة الإسلامية والدولة المصرية في بداية تسعينات القرن العشرين، كان للعوا دور بارز في وقف العنف. عن هذا الدور كتب عصمت الصاوي، أحد قيادات الجماعة بالمنوفية، «دشن [العوا] مشروعا للحوار كأسلوب بديل للتخاطب بدلا ً من الرصاص والقنابل.. وضمنه خطوات إجرائية لإنهاء القتال ووقف العنف وحقن الدماء»، مستشهدًا بالخطاب الذي أرسله العوا للرئيس المصري محمد حسني مبارك عام 1993.
استطاع العوا على مدار الأعوام التالية أن ينجح في فرض مشروعه بمساعدة قيادات الجماعة الإسلامية التي أعلنت مبادرة وقف العنف التي أيدها. ولعب العوا دورًا كذلك في الإفراج عن متعلقيهم بالتعاون مع السلطات المصرية.
كان العوا ممن يعارضون بشدة مشروع توريث الحكم لجمال مبارك.
اختير ضمن أعضاء المجلس الاستشاري المصري الذي أنشأه رئيس المجلس الأعلى للقوات المسلحة المشير محمد حسين طنطاوي في 8 ديسمبر 2011. وعن دور المجلس الاستشاري أوضح العوا أنه جسر يصل بين الشعب والمجلس الأعلى للقوات المسلحة. ثم قال في مارس 2012 أن دور المجلس الاستشاري قد انتهى بعد انتخاب مجلسي الشعب والشورى.

## انتخابات الرئاسة المصرية 2012

### الحملة الانتخابية

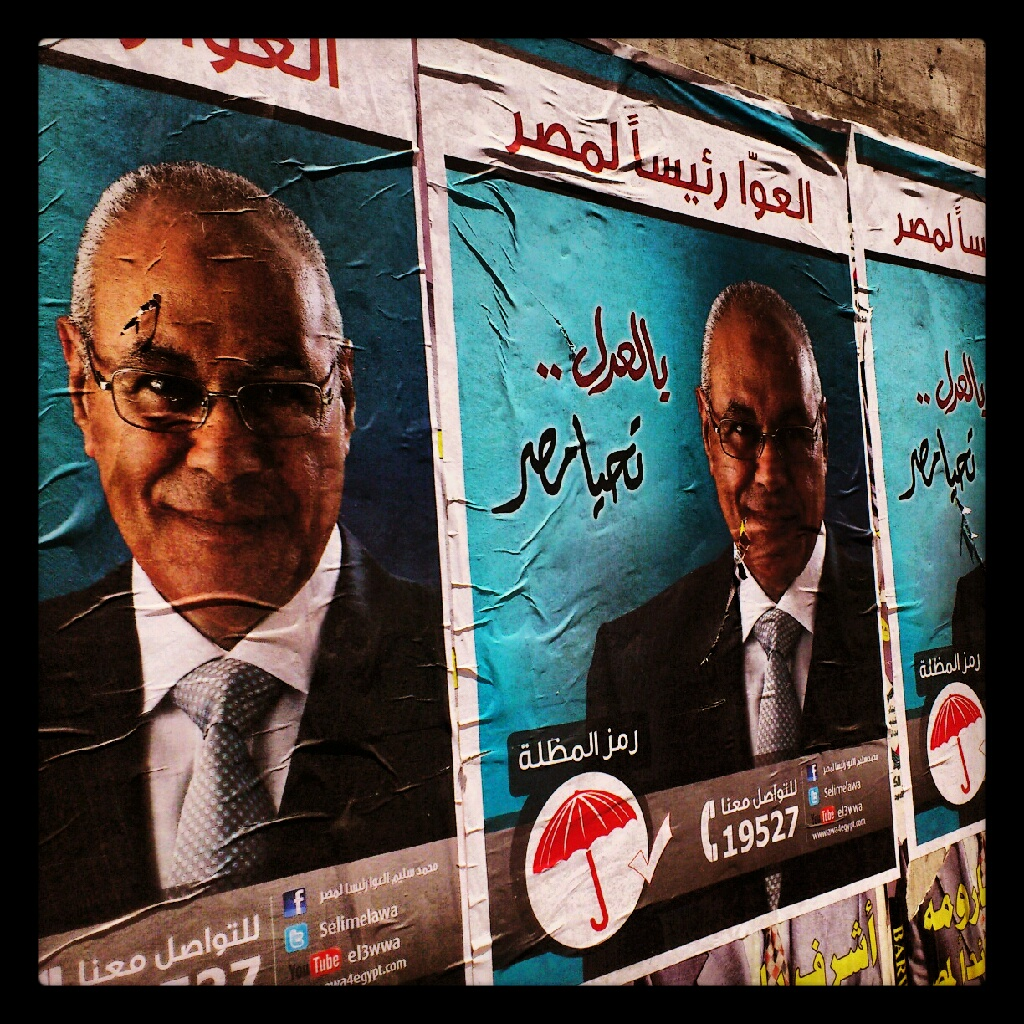
ملصقات الدعاية الخاصة بسليم العوا للاتخابات الرئاسية المصرية 2012.

أعلن العوا في 18 يونيو 2011 ترشحه للانتخابات المصرية لمنصب رئيس الجمهورية 2012 في مؤتمر صحفي بعد مطالبات عدة من قبل مؤيديه ومحبيه.
وقدم أوراق ترشحه يوم 4 أبريل 2012 مؤيدًا من 30 نائبًا منتخبًا بالبرلمان ما بين نواب مستقلين ونواب من حزب النور السلفي وحزب الوسط وحزب البناء والتنمية.
أشاد عدد من الساسة والمفكرين المصريين بترشحه لمنصب الرئاسة من بينهم المستشار محمود الخضيري، أحد زعماء حركة استقلال القضاء ونائب بمجلس الشعب. فصرح الخضيري قائلا «العوا هو الرئيس الذي إذا نجح في الانتخابات الرئاسية القادمة ستكتمل فرحتنا لأننا بحاجة إلى رئيس يتقي الله في شعب مصر».
قرر العوا إطلاق برنامجه الانتخابي من قلعة صلاح الدين بالقاهرة يوم 1 مايو 2012. يعود سبب اختيار قلعة صلاح الدين لتعكس بعبقها التاريخي إحدى أولويات برنامجه في استعادة مكانة مصر التاريخية الرائدة إسلاميًا وأفريقيًا وعربيًا. استعرض العوا في هذا المؤتمر أهم محاور برنامجه السياسي الذي اتخذ له شعار «بالعدل..تحيا مصر»، واصفا العدل بالعمود الفقري لبرنامجه. حضر المؤتمر عدد ضخم من مؤيدي العوا والشخصيات العامة، من بينهم المتحدث السابق باسم جماعة الإخوان المسلمين بالغرب كمال الهلباوي ورئيس مجمع اللغة العربية حسن الشافعي ووزير الاقتصاد الأسبق محمد سلطان أبو علي ورئيس رابطة النوبيين أحمد إسحاق وآخرون.
حاز العوا على المركز السادس من بين 13 مرشح بعد أن حصل على 235 ألفا و374 صوتا أي ما يساوي 1% من إجمالي الأصوات الصحيحة.

### بعد الانتخابات
انتخب مجلسا الشعب والشورى في يونيو 2012 العوا ضمن 100 شخصية ليشكلوا الجمعية التأسيسية المنوطة بكتابة دستور جديد للبلاد. ولكن تغيب العوا عن حضور جلسات الجمعية بسبب مرض ابنته إلى أن حضر للمرة الأولى في جلسة 29 أغسطس 2012.

## عضوية منظمات محلية ودولية
كان العوا الأمين العام المؤسس للاتحاد العالمي لعلماء المسلمين، الذي دعا إلى إنشائه الداعية يوسف القرضاوي سنة 2004. كما شارك العوا في إنشاء المعهد العالمي للبنوك والاقتصاد الإسلامي في قبرص التركية سنة 1976، وهو كذلك عضو مؤسس في المنظمة العربية لحقوق الإنسان، والمنظمة المصرية لحقوق الإنسان. كما اختير في مجلس أمناء جامعة الخليج العربي، باعتباره واحدًا من ثلاث شخصيات ذات الوزن الدولي في مجال التعليم.

## أفكاره ورؤيته
يتسم فكر محمد سليم العوا بالاعتدال والبعد عن الصدام، حتى أصبح من رواد الحوار الوطني المصري. وقد وصفه البعض بأنه أحد المفكرين الإسلاميين القلائل الذين أبدو محاولة جادة في تعريف ماهية الإسلام السياسي في مجتمع حديث.
مكث العوا لسنوات على بلورة أفكاره في مشروع له آليات للتنفيذ سماه «المشروع الإسلامي الحضاري الوسطي» وقد سخر له الكثير من المؤلفات والكتب. وهو المشروع الذي وصفه باتساعه للمسلم ولغير المسلم المسيحي واليهودي ومعتنقي الأديان الوضعية وغير المتدينين بأي دين. ويهتم هذا المشروع بالإنسان كمقوِم أساسي لا تقوم نهضة حضارية بدونه، ولتحقيق ذلك يعتني المشروع ببناء المؤسسات القادرة على إعادة تكوين الإنسان المصري من خلال برامج وخطط تنموية.
كما يتبني العوا فكرة الاعتماد على محورين في سياسية مصر الخارجية. المحور الأول هو محور اقتصادي وتكنولوجي قائم بين القاهرة - أنقرة - طهران، والمحور الثاني هو محور ثقافي وتاريخي بين القاهرة - دمشق - الرياض يربط مصر بالعالمين العربي والإسلامي.

## حياته الخاصة
لدى محمد سليم العوا ثلاث بنات وابنان، وهم: 
- فاطمة بنت محمد سليم العوَّا، حاصلة على دكتوراه بالقانون، وتعمل في منظمة الصحة العالمية.
- سلوى بنت محمد سليم العوَّا، حاصلة على دكتوراه باللغة العربية، وتدرِّس بجامعة عين شمس، ثم بجامعة برمنجهام البريطانية.
- أحمد بن محمد سليم العوَّا، صيدلي حصل على الدكتوراه من جامعة إنديانا الأمريكية.
- مريم بنت محمد سليم العوَّا، مهندسة معمارية.
- عبد الرحمن بن محمد سليم العوَّا، طبيب أسنان.[22]

توفيت أم أولاده الخمسة عام 1994. ثم تزوَّج بالسيدة أماني العَشْماوي، التي كان لديها ثلاثة أولاد من زواج سابق. وهي ابنة حسن العشماوي أحد قادة جماعة الإخوان المسلمين البارزين، وكان هاجر من مصر عندما شنَّ عبد الناصر حملته على الإسلاميين في أواسط الخمسينيات من القرن العشرين. وبعد وفاة هذه الأخيرة في ديسمبر 2017،  تزوَّج بالسيدة أمل العَشْماوي.[بحاجة لمصدر]

## الخبرات العملية
- مدير مكتب محاماة واستشارات قانونية.
- الأمين العام السابق للاتحاد العالمي لعلماء المسلمين.
- رئيس جمعية مصر للثقافة والحوار.
- عضو الفريق العربي للحوار الإسلامي-المسيحي.
- عضو مجلس أمناء المنظمة المصرية لحقوق الإنسان 1994-2000.
- أستاذ غير متفرغ بكلية حقوق جامعة الزقازيق وجامعة عين شمس 1985-1994.
- مستشار في مكتب التربية العربي لدول الخليج - الرياض - المملكة العربية السعودية 1979-1985.
- مشرف على عدد من رسائل الماجستير والدكتوراه، ومشارك في مناقشة عدد كبير منها، في جامعات السعودية ومصر.[3]
- أستاذ مشارك، ثم أستاذ الفقه الإسلامي والقانون المقارن بقسم الدراسات الإسلامية - جامعة الرياض (الملك سعود حاليا)- الرياض - المملكة العربية السعودية 1974-1979.
- أستاذ مساعد للقانون المقارن - كلية عبد الله بايرو - جامعة أحمدو بيلو - زاريا - نيجيريا 1972-1974.
- طالب بحث بقسم الدكتوراه بمدرسة الدراسات الشرقية والإفريقية - جامعة لندن 1969-1972.
- محام بإدارة الفتوى والتشريع بمجلس الوزراء الكويتي في إعارة من هيئة قضايا الدولة المصرية 1967-1969.
- محام في هيئة قضايا الدولة بمصر 1966-1971.
- وكيل النائب العام المصري 1963-1966.
- عضو من الخارج في مجلس كلية دار العلوم بجامعة القاهرة.
- أستاذ زائر في القانون المقارن لكلية الدراسات الاجتماعية بجامعة أم درمان الإسلامية بالسودان 1976 -1977.
- عضو اللجنة الفنية لتعديل القوانين السودانية بما يتفق مع الشريعة الإسلامية 1977–1980.
- ممتحن خارجي لدراسات برنامج الأنظمة (القوانين) في معهد الإدارة العامة بالرياض أعوام 1981،1983،1985،1986

## آثاره

### مؤلفاته
1. في النظام السياسي للدولة الإسلامية، الطبعة الأولى 1975، الطبعة الثامنة 2006، دار الشروق.
2. في أصول النظام الجنائي الإسلامي، الطبعة الأولى 1979، الطبعة الثانية 1983، دار المعارف بمصر.
3. تفسير النصوص الجنائية، دار عكاظ، جدة 1981.
4. الأقباط والإسلام، حوار 1987، دار الشروق 1987.
5. العبث بالإسلام في حرب الخليج، الزهراء للإعلام العربي 1990.
6. الأزمة السياسية والدستورية في مصر 1987 - 1990، الزهراء للإعلام العربي 1991.
7. أزمة المؤسسة الدينية في مصر، دار الشروق 1998.
8. الحق في التعبير، قراءة في قضية د. نصر أبو زيد، دار الشروق 1998.
9. الفقه الإسلامي في طريق التجديد، المكتب الإسلامي، بيروت، الطبعة الثانية 1998.
10. طارق البشري فقيهًا، دار الوفاء، القاهرة 1999.
11. الإسلاميون والمرأة، دار الوفاء، القاهرة 2000.
12. المرأة والعمل من منظور إسلامي، المركز المصري لحقوق المرأة، 2001.
13. شخصيات ومواقف عربية ومصرية، دار المعرفة، لبنان 2004.
14. النظام السياسي في الإسلام، سلسلة حوارات لقرن جديد مع دكتور برهان غليون، دار الفكر، دمشق 2004.
15. بين الآباء والأبناء تجارب واقعية، نهضة مصر، القاهرة 2004.
16. للدين والوطن فصول في علاقة المسلمين بغير المسلمين، نهضة مصر، ط1 2006.
17. القاضي والسلطان الأزمة القضائية المصرية، دار الشروق 2006.
18. دور المقاصد في التشريعات المعاصرة، مؤسسة الفرقان للتراث الإسلامي ط1 2006.
19. العلاقة بين السنة والشيعة، سفير الدولية للنشر 2006.
20. في ظلال السيرة الحديبية، مكتبة وهبة للطباعة والنشر 2007.
21. الدين والدولة التجربة المصرية، سفير الدولية للنشر 2007.
22. الوسطية السياسية، المركز العالمي للوسطية، الكويت 2007.
23. أسرتنا بين الدين والخلق، دار المعرفة، لبنان 2008.
24. دراسات في قانون التحكيم المصري والمقارن، دار الكتب القانونية، مصر القاهرة، المحلة الكبرى 2008.
25. المسلم والآخر، مكتبة الشروق الدولية، 2009.
26. قضية الإخوان المسلمين 1995، دار الشروق، 2012.
27. قانون التحكيم في مصر والدول العربية، المركز العربي للتحكيم، 2014.
28. المدارس الفكرية الإسلامية من الخوارج إلى الإخوان المسلمين، الشبكة العربية للأبحاث والنشر 2016.
29. الإسلام والعصر.
30. التحكيم في الشريعة الإسلامية والنظم الدولية، المركز العربي للتحكيم.

### مشاركاته في التحرير
1. مناهج المستشرقين في الدراسات العربية والإسلامية - المنظمة العربية للتربية والثقافة والعلوم ومكتب التربية العربي لدول الخليج 1985.
2. التربية العربية والإسلامية، وهو مرجع في ثلاثة مجلدات، يجمع أصول التربية الإسلامية ومفكريها ومدارسها، وصدر المجلد الأول منه عن المنظمة العربية للتربية والثقافة والعلوم - تونس 1987، والمجلدان الثاني والثالث عن مجمع آل البيت بالأردن ومكتب التربية العربي لدول الخليج بالرياض عام 1988.
3. موسوعة الشروق للفكر الإسلامي، القاهرة 1993 – مستمرة في الصدور.
4. موسوعة سفير الإسلامية للناشئين القاهرة 1995 – مستمرة في الصدور.
5. الموسوعة الإسلامية التركية، إستانبول 1994 - مستمرة في الصدور.
6. مقاصد الشريعة الإسلامية: دراسات في قضايا المنهج ومجالات التطبيق، مؤسسة الفرقان للتراث الإسلامي، 2006.

## الجوائز والإنجازات
- جائزة حاكم عجمان للشخصيات العالمية والدعوية، عام 2000.

## وصلات خارجية
- حملة العوا لرئاسة الجمهورية 2012 على فيس بوك  على فيسبوك.
- موقع الاتحاد العالمي لعلماء المسلمين
- محمد سليم العوا.. التجربة والعصور، من برنامج المقابلة مع علي الظفيري على قناة الجزيرة.
- محمد سليم العوا.. حصاد الربيع العربي، من برنامج المقابلة مع علي الظفيري على قناة الجزيرة.